# Gholam Reza Pahlavi
Gholam Reza Pahlavi (persiska: غلامرضا پهلوی), född 15 maj 1923 i Teheran, Iran, död 7 maj 2017 i Paris, Frankrike, var en iransk prins av Pahlavidynastin och son till shah Reza Pahlavi och halvbror till shah Mohammad Reza Pahlavi.

## Biografi

### Militär utbildning och yrkesroll
Gholam Reza Pahlavi föddes den 15 maj 1923 i Teheran som det femte barnet och tredje sonen till premiärminister Reza Pahlavi, som två år senare grundar Pahlavidynastin i Iran. Hans mor, Turan Amirsoleimani (titulerad Qamar ol-Moluk), tillhörde qajardynastin som regerade före hans far. Han fick grundskoleutbildning i hemlandet och reste sedan till Schweiz där han genomgick sin gymnasieutbildning vid Institut Le Rosey där hans bröder Mohammad Reza och Ali Reza studerar. 1936 återvände han till Iran och började på en militärskola i Teheran. När de allierade invaderade Iran 1941 tvingades Reza Pahlavi att abdikera till förmån för sin son Mohammad Reza, och gick i landsflykt. Gholam Reza följde med fadern till Mauritius och återvände efter dennes död 1944 till Iran, där han fortsatte sin militära utbildning och tjänstgjorde som förstelöjtnant i den kejserliga armén. I augusti 1952 deltog Gholam Reza Pahlavi i en fjorton veckor lång militär utbildning vid militärbasen Fort Knox, Kentucky, i USA. Han blev 1973 generallöjtnant och sedan brigadgeneral.

### Politiska uppdrag under Pahlavidynastin
1955 blev Gholam Reza Pahlavi medlem av Internationella olympiska kommittén. 1956 deltar han vid Olympiska spelen i Melbourne där Iran vinner flera guldmedaljer. Han tjänade också som ordförande för Irans nationella olympiska kommitté och var medlem av det kungliga råd som arrangerade Mohammad Reza Pahlavis internationella besök.
Gholam Reza Pahlavi gjorde flera officiella statsbesök i andra länder, däribland USA, England och Rumänien. I början av december 1973 avlade han och hans fru Manijeh Jahanbani ett officiellt besök i Kina precis innan den förste iranska ambassadören, Abbas Aram, började tjänstgöra i det landet. Som ordförande för den iranska nationella olympiska kommittén stödde han Kinas invändning mot Taiwans deltagande i de olympiska spelen i Montreal 1976.
Under shahen Mohammad Reza Pahlavis regeringstid höll sig Gholam Reza Pahlavi utanför det politiska livet i landet. Han var en stor aktieägare i sex företag. Han var styrelseledamot av Irans statliga byggförening som ansvarade för kommunala och vägbyggnadsprojekt. 
Gholam Reza Pahlavi var inblandad i ett korruptionsfall sedan han tagit emot en betalning från ett östeuropeiskt land som förhandlat om ett investeringskontrakt med Iran. Efter en varning från Irans finansminister Alinaghi Alikhani, beordrade shahen honom att återbetala betalningen, vilket han gjorde.

### Efter revolutionen 1979

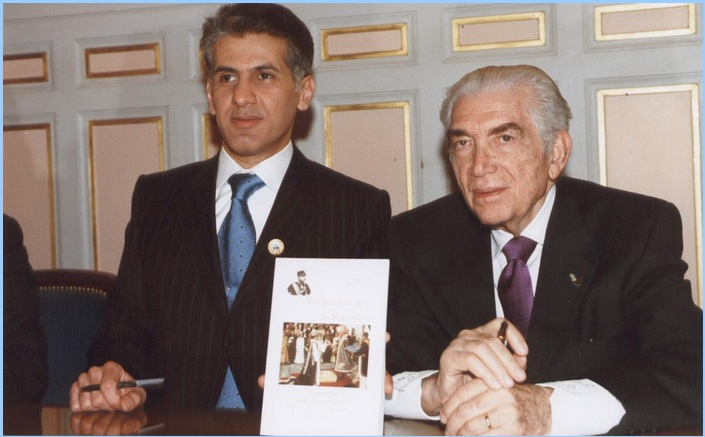
Gholam Reza Pahlavi med sin redaktör Iman Ansari i Nice, 2007.

Gholam Reza Pahlavi lämnade Iran före revolutionen 1979 tillsammans med andra släktingar. Han bosatte sig i Paris. Revolutionsdomstolens chef Ayatollah Sadeq Khalkhali informerade våren 1979 den internationella pressen att en dödsdom avkunnats mot Pahlavidynastins medlemmar, däribland Gholam Reza. 
1980 deltog han på sin bror Mohammad Reza Pahlavis begravning i Kairo, Egypten, som ombesörjts av president Anwar Sadat.
2005 utkom han med självbiografin Mon père, mon frère, les Shahs d'Iran där han också redogör för sina tankar om Irans politiska och sociala framtid. Boken publicerades både på franska (2005) och på persiska (2006). I februari 2005 signerade han det första exemplaret av boken till Farah Pahlavi vid en bokrelease arrangerad av Pierre-Christian Taitainger, borgmästare i Paris XVI:e arrondissement.
Efter Gholam Reza Pahlavis halvsyster Ashrafs död 2016 var han det enda levande barnet till Reza Pahlavi.
Gholam Reza Pahlavi diagnosticerades för lymfom 1996 och fick vård för sin cancer både i Frankrike och i USA. Han avled 93 år gammal på Hôpital américain de Paris den 7 maj 2017.